# Eíon
Eíon (en grec antic: Ἠϊών ἡ ἐπὶ Στρυμόνι, Eíon de l'Estrímon) fou una ciutat de l'antiga Grècia situada a la desembocadura de l'Estrímon, a la frontera entre Macedònia i Tràcia. Funcionava com a port de la ciutat d'Amfípolis, la principal colònia atenesa a la regió, i sembla que fou fundada com a colònia d'Erètria.
Els atenesos van voler capturar Eíon l'any 497 aC durant la Revolta Jònica, revolta que va fallir perquè els perses van restablir el seu control sobre Tràcia, inclosa Eíon, i van construir-hi una fortalesa amb l'objecte d'establir-hi un punt de defensa permanent. L'any 492 aC, Eíon era una de les principals ciutats aquemènides de Tràcia, on s'emmagatzemaven subministraments i armes per al rei de Pèrsia Xerxes. Heròdot i Diodor de Sicília parlen de les guarnicions perses a Tràcia, i tots dos citen Eíon, i diuen que el govern de la ciutat era persa. Xerxes, al retornar al seu país, es va embarcar a Eíon cap a l'Àsia.
Boges en va ser nomenat governador, però els atenencs dirigits per Cimó II van posar setge a la ciutat. Boges va rebutjar l'oferta de retirar-se honorablement que li havia fet Cimó, va destruir el tresor de la ciutat, va matar la seva família i es va suïcidar quan ja no quedava menjar. Cimó va desviar el curs del riu Estrímon cap a les muralles d'Eíon, i l'aigua va estovar les parets fetes de maons i de fang, que van caure tot seguit. Els seus habitants van ser venuts com a esclaus. Bràsides la va atacar per terra i mar, però Tucídides d'Alopece, que havia arribat des Tasos el va rebutjar. Després la va ocupar Cleó que quan va ser derrotat a Amfípolis es va replegar a Eíon.
L'any 437 aC, es va fundar la colònia d'Amfípolis, dirigida per Hagnó, que van utilitzar Eíon com a base d'operacions durant la fundació. Eíon va convertir-se en el port d'Amfípolis i va seguir la seva sort.
A l'edat mitjana es va dir Komitisse (grec: Κομιτίσση), i els venecians la van anomenar Contessa. Resten les ruïnes de la ciutat romana d'Orient.